# Cordicollis instabilis

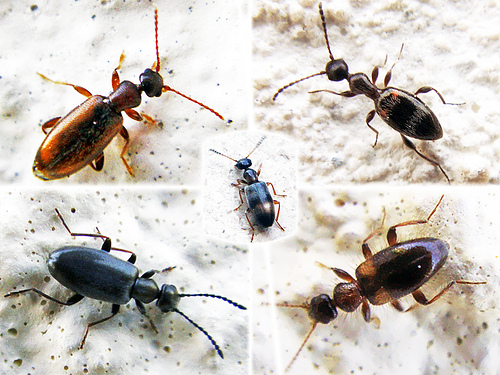
Postać dorosła

Cordicollis instabilis – gatunek chrząszcza z rodziny nakwiatkowatych i podrodziny Anthicinae.

## Taksonomia
Gatunek ten został opisany po raz pierwszy w 1842 roku przez W.L.E. Schmidta jako Anthicus instabilis. Wyróżnia się w jego obrębie trzy podgatunki:
- Cordicollis instabilis franzi (Bonadona, 1954)
- Cordicollis instabilis geminipilis (Desbrochers des Loges, 1875)
- Cordicollis instabilis instabilis (W.L.E. Schmidt, 1842)

## Wygląd
Chrząszcz o ciele długości od 2,8 do 3,8 mm, stosunkowo gęsto porośniętymi długim, nieco podniesionym owłosioniem. Ubarwienie ma jasno- bądź czerwonobrunatne ze słabo widocznym ciemniejszym wzorem na nieco jaśniejszym od reszty ciała tle pokryw, aczkolwiek wzór ów może ulegać redukcji lub całkowitemu zanikowi. Powierzchnię głowy i przedplecza bardzo gęsto pokrywają grube punkty z zachowanymi błyszczącymi odstępami pomiędzy nimi. Nieco szersza od przedplecza głowa zaopatrzona jest w duże, wyłupiaste oczy złożone. Cienkie czułki są dłuższe niż głowa i przedplecze razem wzięte. Przedplecze jest wypukłe, wyraźnie zwężone ku tyłowi, w części przedniej pozbawione guzków, a w części nasadowej z przewężeniem o formie łagodnego, łukowatego wcięcia. Podługowato-owalne pokrywy największą szerokość osiągają na środku długości. Punkty na pokrywach są większe niż na głowie i przedpleczu. Dymorfizm płciowy przejawia się obecnością u samców na szczycie goleni tylnej pary odnóży silnego rozszerzenia o łopatowatej formie.

## Ekologia i występowanie
Owad ten zasiedla pobrzeża wód płynących i stojących o podłożu piaszczystym, gdzie bytuje pod naniesionymi szczątkami roślinnymi. Imagines przylatują do światła.
Gatunek palearktyczny. W Europie stwierdzony został w Portugalii, Hiszpanii, Wielkiej Brytanii, Francji, Holandii, Niemczech, Danii, Szwecji, Norwegii, Szwajcarii, Austrii, Włoszech, na Ukrainie, w Chorwacji, Albanii, Bułgarii, Grecji i Turcji. Ponadto znany jest z Afryki Północnej i Makaronezji. W Polsce został stwierdzony błędnie, ale jego odkrycie jest możliwe, gdyż występuje w niemieckiej części Pomorza Zachodniego.